# Chelsea Girls with Andy Warhol
Chelsea Girls with Andy Warhol è un documentario del 1976 diretto da Michel Auder e basato sulla vita del pittore statunitense Andy Warhol.